# Хромозом 5 (човек)
Хромозом 5 је аутозомни хромозом, пети по величини у кариотипу човека. Према положају центромере сврстава се у субметацентричне хромозоме. Изграђен је од 194 милиона базних парова ДНК што представља скоро 6% укупне количине ДНК у ћелији.

## Аберације хромозома 5
Делеција кратког крака хромозома 5 клинички се испољава као синдром мачјег плача (cri du chat). То је први делециони синдром кога су 1963. године описани Лејеуне и сарадници.
Клиничка слика синдрома мачјег плача је:
- ментална ретардација
- микроцефалија
- антимонголоидни положај очију
- ниско потављене уши
- хипертелоризам
- карактеристичан плач као мјаукање мачке

Парцијална тризомија кратког крака:
- ментална ретардација
- клинодактилија
- нанизам.

## Мапирани гени и болести
Болести и поремећаји узроковане генима који су смештени на хромозому 5 су:
- склоност ка хиперактивности са недостатком пажње
- ментална ретардација у синдрому мачјег плача
- хондрокалциноза
- кетоацидоза
- карцином ендометријума
- Klippel-Feilov синдром
- мегалобластна анемија
- породичне фебрилне конвулзије
- карцином дебелог црева
- Gardnerov синдром
- Turcotov синдром
- Ehlers-Dunlos синдром типови VI и IX
- Nethertonov синдром
- Maroteaux-Lamyev синдромн
- Wagnerov синдром
- Кокејнов синдром I
- Cutis laxa, рецесивна, тип 1
- Hirschprungova болест
- склоност гојазности
- склоност ноћној астми
- породична еозинофилија
- урођени пауколики прсти
- патуљаст раст
- карцином желуца
- макроцитна анемија и др.